# AFV (Rainforest Organization)

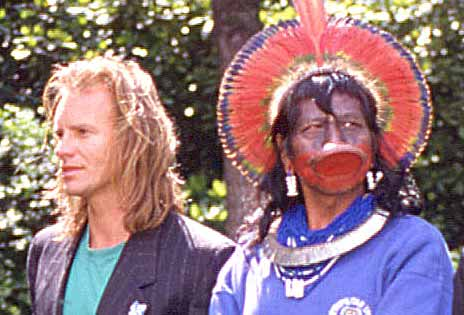
Le chef Raoni en compagnie de Sting à Paris, en avril 1989

L'Association pour la Forêt Vierge (AFV) ou Rainforest Organization ou Associação Floresta Virgem est une Organisation Non Gouvernementale franco-brésilienne qui a pour principal objectif de participer à la protection de la biodiversité des forêts tropicales, des peuples indigènes qui y vivent et des anciennes cultures. Elle promeut la reconnaissance des droits des Peuples Premiers à assurer eux-mêmes la bonne gestion et la défense des forêts tropicales.
L'AFV France a été créée en mars 1989 par le cinéaste belge Jean-Pierre Dutilleux et le journaliste français Bernard Laine, avec le musicien Sting et sa femme Trudie Styler à la demande du chef Kayapo Raoni ; sa première action a été une campagne de sensibilisation et de levée de fonds internationale visant à aider les Indiens Kayapo et à défendre leurs droits sur leur propre terre en Amazonie.
Créée en 1989, l’AFV est une des toutes premières associations françaises dédiée à la cause des populations autochtones d'Amazonie. Elle est à l'origine de la démarcation de la réserve des Kayapos, une des plus grandes réserves indigènes connue à ce jour.
Depuis plus de trois décennies, l’AFV travaille aux côtés des populations indigènes du Xingu, en les aidant à conserver leurs terres ancestrales et leurs cultures. Dorénavant, l'AFV concentre ses efforts sur le Territoire Indigène du Xingu, d'une superficie de 26 420km², presque aussi grand que la Belgique. Sur ce territoire se trouvent seize tribus, Aweti, Kalapalo, Kamaiura, Kuikuro, Matipu, Mehinako, Nafukua, Naruvotu, Waura, Yawalapiti, Kawaiwete, Ikpen, Yudjja, Trumai, Tapayuna et Kisedje, dont la population est évaluée à plus de 7 200 personnes, qui dépendent de la préservation de la forêt pour vivre. Les six programmes qui axent le travail de l'AFV sont : la surveillance et le renforcement des limites du Territoire Indigène du Xingu, la reforestation et l’agroforesterie, l'éducation et la formation, la transmission culturelle, et la santé. L'AFV est aussi à l'origine de nombreuses actions d'assistance ponctuelles sur le territoire du Xingu, en collaboration avec des associations indigènes locales.

## Objectif
L'AFV a pour objectif d'enrichir et de sauvegarder la biodiversité des forêts tropicales humides et de défendre les peuples autochtones et leurs cultures ancestrales. 

## Équipe
L'équipe AFV actuelle est également basée en Allemagne et aux États-Unis. Cette équipe est composée de deux fondateurs, de deux membres honoraires, de cinq membres bureaux et de neuf membres.